# What's Love
What's Love è un singolo del cantante giamaicano Shaggy feat. Akon, pubblicato il 14 novembre 2008 come estratto dall'ottavo album Intoxication.

## Descrizione
Il singolo ha ottenuto tiepidi riscontri commerciali, riuscendo a entrare in classifica solo in Germania e non andando oltre la posizione n.50.
Di What's Love esiste anche una versione francese con ovviamente nuove liriche e anche una base diversa, recante il featuring di Lord Kossity in aggiunta a quello di Akon e lì largamente trasmessa.

## Videoclip
Il videoclip del singolo è stato girato da Hype Williams e vede Shaggy e Akon cantare il brano mentre sono accerchiati da bellissime ragazze. In alcune riprese è stato aggiunto un filtro colorato per renderle più suggestive.

## Tracce e formati
Promo CD single
1. What's Love (Album Version) – 3:06
2. What's Love (Extended Version) – 3:49
3. What's Love (Extended Version Instrumental) – 3:49

CD single
1. What's Love (feat. Lord Kossity) (Remix) – 2:54
2. What's Love (feat. Lord Kossity) (Extended Remix) – 3:52

## Classifiche
| Chart (2008) | Posizione massima |
| ------------ | ----------------- |
| Germania     | 50                |